# Unterseeboot 594
L'Unterseeboot 594 ou U-594 est un sous-marin allemand (U-Boot) de type VIIC utilisé par la Kriegsmarine pendant la Seconde Guerre mondiale.
Le sous-marin est commandé le 16 janvier 1940 à Hambourg (Blohm & Voss), sa quille posée le 17 décembre 1940 il est lancé le 3 septembre 1941 et mis en service le 30 octobre 1941, sous le commandement du Kapitänleutnant Dietrich Hoffmann.
Il coule à l'ouest de Gibraltar par un tir de roquettes de l'aviation britannique, en juin 1943.

## Conception
Unterseeboot type VII, l'U-594 avait un déplacement de 769 tonnes en surface et 871 tonnes en plongée. Il avait une longueur totale de 67,10 m, un maître-bau de 6,20 m, une hauteur de 9,60 m et un tirant d'eau de 4,74 m. Le sous-marin était propulsé par deux hélices de 1,23 m, deux moteurs diesel Germaniawerft M6V 40/46 de 6 cylindres en ligne de 1 400 cv à 470 tr/min, produisant un total de 2 060 à 2 350 kW en surface et de deux moteurs électriques BBC GG UB 720/8 de 375 cv à 295 tr/min, produisant un total 550 kW, en plongée. Le sous-marin avait une vitesse en surface de 17,7 nœuds (32,8 km/h) et une vitesse de 7,6 nœuds (14,1 km/h) en plongée. Immergé, il avait un rayon d'action de 80 milles marins (150 km) à 4 nœuds (7,4 km/h; 4,6 milles par heure) et pouvait atteindre une profondeur de 230 m. En surface son rayon d'action était de 8 500 milles nautiques (soit 15 700 km) à 10 nœuds (19 km/h).
L'U-594 était équipé de cinq tubes lance-torpilles de 53,3 cm (quatre montés à l'avant et un à l'arrière) qui contenait quatorze torpilles. Il était équipé d'un canon de 8,8 cm SK C/35 (220 coups) et d'un canon antiaérien de 20 mm Flak. Il pouvait transporter 26 mines TMA ou 39 mines TMB. Son équipage comprenait 4 officiers et 40 à 56 sous-mariniers.

## Historique
Il passe son temps de formation et d'entraînement dans la 8. Unterseebootsflottille jusqu'au 28 février 1942 ; puis rejoint une unité combat dans la 7. Unterseebootsflottille.

### Convoi ON-127
Le convoi ON-127 part le 4 septembre 1942 de Liverpool pour New York City. Ce convoi se compose de trente-deux navires marchands escortés par le Canadian Escort Group C-4 (deux destroyers le HMS Crusader et le USS McCook, trois corvettes canadiennes et une corvette britannique).
Le groupe de combat (meute) Vorwärts, composé de treize U-Boote : U-91, U-92, U-96, U-211, U-218, U-380, U-404, U-407, U-411, U-584, U-594, U-608 et U-659, forme une longue ligne de patrouille au sud de l'Islande. Dans la soirée du 9 septembre 1942, le convoi ON-127, signalé par l'U-584, passe à l'extrémité sud du dispositif de patrouille, ayant été averti par l'Amirauté de la présence d'U-Boote dans le secteur.
Les attaques contre le convoi commencent dans la journée du 10 septembre 1942 se poursuivant par intermittence jusqu'au 14 septembre 1942, jour où les opérations contre le convoi cessent en raison de la mauvaise visibilité et d'une bonne protection aérienne provenant des bases de Terre-Neuve.
Le 12 septembre, les U-407 et U-594 lancent des attaques de nuit. L'U-594 coule le navire marchand panaméen Stone Street, avec une seule torpille qui frappe la salle des machines du côté bâbord.
Lorsque le canot de sauvetage du Stone Street chavire accidentellement, l'U-594 fit surface pour secourir les marins Alliés. Les hommes sont ramenés à bord et interrogés. Les sous-mariniers leur donnent de la nourriture. Ils furent tous libérés quelque temps après sauf le commandant qui resta prisonnier de guerre.
Au total, sept bâtiments et une corvette sont envoyés par le fond et quatre autres navires sont endommagés. C'est l'une des rares fois dans la guerre que chacun des U-Boot de la meute tire au moins une torpille.

### Convoi HX-223
Le convoi HX-223 part le 14 janvier 1943 de New York à destination de Liverpool. Ce convoi regroupe cinquante-cinq navires marchands escortés de quatre corvettes et de deux cotres.
Le 26 janvier 1943, l'U-594 torpille et coule le navire marchand norvégien Kollbjørg du convoi, au sud-est du Groenland.

### Naufrage
L'U-594 coule le 4 juin 1943, dans le nord de l'Atlantique à la position 35° 55′ N, 9° 25′ O, par des roquettes lancées d'un Hudson de la 48e escadron de la RAF. C'est l'un des premiers bombardements au moyen de roquettes, avec celui de l'U-Boot 755, le 28 mai 1943. 
Les cinquante membres d'équipage meurent dans cette attaque.

## Affectations
- 8. Unterseebootsflottille du 30 octobre 1941 au 28 février 1942 (Période de formation).
- 7. Unterseebootsflottille du 1er mars 1942 au 5 juin 1943 (Unité combattante).

## Commandement
- Kapitänleutnant Dietrich Hoffmann du 30 octobre 1941 au 26 juillet 1942.
- Kapitänleutnant Friedrich Mumm du 27 juillet 1942 au 5 juin 1943.

## Patrouilles
|       | Commandant              | Départ           | Départ      | Arrivée           | Arrivée     | Jours     | Succès   |
| ----- | ----------------------- | ---------------- | ----------- | ----------------- | ----------- | --------- | -------- |
| 1     | Oblt. Dietrich Hoffmann | 14 mars 1942     | Kiel        | 30 mars 1942      | St. Nazaire | 17 jours  |          |
| 2     | Oblt. Dietrich Hoffmann | 11 avril 1942    | St. Nazaire | 25 juin 1942      | St. Nazaire | 76 jours  |          |
| 3     | Oblt. Friedrich Mumm    | 4 août 1942      | St. Nazaire | 28 septembre 1942 | St. Nazaire | 56 jours  | 6 131    |
| 4     | Oblt. Friedrich Mumm    | 30 décembre 1942 | St. Nazaire | 18 février 1943   | St. Nazaire | 51 jours  | 8 259    |
| 5     | Kptlt. Friedrich Mumm   | 23 mars 1943     | St. Nazaire | 14 avril 1943     | St. Nazaire | 23 jours  |          |
| 6     | Kptlt. Friedrich Mumm   | 23 mai 1943      | St. Nazaire | 5 juin 1943       | Coulé       | 14 jours  |          |
| Total | Total                   | Total            | Total       | Total             | Total       | 237 jours | 14 390 t |

Note : Oblt. = Oberleutnant zur See - Kptlt. = Kapitänleutnant

### Opérations Wolfpack
L'U-594 opéra avec les Rudeltaktik (meute de loups) durant sa carrière opérationnelle.
- Blücher (14-28 août 1942)
- Stier (29 août – 2 septembre 1942)
- Vorwärts (2-17 septembre 1942)
- Jaguar (10-31 janvier 1943)
- Pfeil (1-9 février 1943)
- Löwenherz (1-10 avril 1943)

## Navires coulés
L'U-594 coula deux navires marchands totalisant 14 390 tonneaux au cours des six patrouilles (237 jours en mer) qu'il effectue.
| Date              | Nom          | Nationalité | Tonnage | Convoi | Fait  | Localisation         |
| ----------------- | ------------ | ----------- | ------- | ------ | ----- | -------------------- |
| 13 septembre 1942 | Stone Street | Panama      | 6 131   | ON-127 | Coulé | 48° 18′ N, 39° 43′ O |
| 26 janvier 1943   | Kollbjørg    | Norway      | 8 259   | HX-233 | Coulé | 58° 20′ N, 39° 30′ O |